# 프로스펙트
《프로스펙트》(영어: Prospect)는 2018년에 미국에서 개봉한 SF, 액션, 스릴러 영화이다.

## 줄거리
십대 소녀 씨와 그녀의 아버지 데이먼은 독성 포자로 뒤덮인 숲 위성 표면에 있는 살아있는 유기체 내에서 보석을 채굴하기 위해 수송선에서 착륙 포드를 타고 내려온다. 이들은 하강 중 기술적인 오작동으로 착륙선이 손상되고, 예정된 채굴지에서 약간 떨어진 곳에 착륙한다. 그들은 걸어서 채굴지로 이동하기 시작하고 버려진 채굴지를 발견한다. 데이먼과 씨는 땅에서 살이 많은 꼬투리를 추출하여 해부하여 귀중한 보석을 발견한다. 씨는 아버지에게 보석을 가져가 착륙선으로 돌아가라고 간청하지만, 데이먼은 원래 착륙지로 계속 가야 한다고 주장한다.
두 사람은 다시 출발하고, 데이먼에게 두 명의 라이벌 탐사원, 에즈라와 그의 과묵한 동료가 접근한다. 에즈라와 그의 동료는 데이먼을 강도질하여 총을 겨누려고 하지만, 데이먼은 역제안으로 힘을 합치자고 제안한다. 데이먼은 전설적인 여왕의 은신처, 즉 엄청난 가치를 지닌 채굴지를 우연히 발견한 용병 집단을 돕기 위해 연락을 받았다고 설명한다. 데이먼은 용병들을 위해 채굴하는 대신, 에즈라, 그의 동료, 그리고 데이먼이 함께 일하여 전체 채굴지를 자신들이 가져갈 수 있다고 제안한다.
에즈라는 동의하지만, 이 만남 내내 숨어 있던 씨는 소총으로 적대적인 탐사원 두 명을 기습하여 데이먼이 에즈라로부터 무기를 빼앗고 후자와 그의 동료를 인질로 잡을 수 있게 한다. 데이먼은 에즈라를 강도질하려 하지만, 동료가 그를 공격하고 두 사람은 서로에게 총을 쏜다. 에즈라의 동료는 사망하고 데이먼은 치명상을 입은 후 에즈라에게 살해당한다.
씨는 손상된 착륙선으로 도망치지만 시동이 걸리지 않고, 몇 시간 후 에즈라에게 발견된다. 에즈라가 진입을 시도하자 씨는 소총으로 그의 팔에 부상을 입히고 그를 포로로 잡는다. 에즈라는 데이먼의 원래 계획을 따르고 용병들의 배를 타고 가는 대가로 용병들을 돕자고 제안한다. 씨는 마지못해 동의하고, 두 사람은 여왕의 은신처로 향한다. 에즈라의 상처는 대기 중의 독성 포자에 감염되었고, 그래서 두 사람은 의료 치료를 위해 교환할 목적으로 인간 마을 사람들에게 접근한다. 마을 사람들은 대신 씨를 대가로 보석을 교환하자고 제안한다. 에즈라가 제안의 세부 사항을 묻자, 씨는 마을을 탈출하고 잠시 마을 사람에게 붙잡히지만 탈출하도록 허용된다.
혼자 한동안 달린 후, 씨는 다시 에즈라와 마주친다. 씨는 그에게 의료 치료를 위해 자신을 마을 사람들에게 넘겨줄 생각이었는지 묻지만 그는 아니라고 말한다. 그는 마을 사람들이 그를 돕기를 거부했기 때문에 그의 상처가 상당히 악화되었다고 설명하고 씨는 그의 팔을 절단하는 것을 돕는다. 두 사람은 다시 한 번 출발하여 곧 여왕의 은신처를 둘러싸고 있는 용병 캠프에 도착한다. 용병들의 배를 타고 가는 것을 협상한 후, 씨와 에즈라는 계약의 끝을 이행하고 여왕의 은신처에서 보석을 추출하려고 시도한다. 그들은 여러 번의 추출 시도에 실패하고, 용병 경비원이 그들의 실패를 보고하기 위해 돌아서자 에즈라가 그를 공격하여 죽인다. 소란은 나머지 용병들을 끌어들이고 싸움이 벌어진다. 여러 용병이 사망하고 에즈라는 심각한 부상을 입는다. 씨는 에즈라의 상처를 치료하고, 두 사람은 용병들의 배를 타고 궤도로 탈출한다.

## 출연
주연
- 소피 대처 - 시이 역
- 페드로 파스칼 - 에즈라 역
- 제이 듀플래스 - 데이먼 역

조연
- 앤드레 로요 - 오루프 역
- 세일라 밴드 - 이누몬 역
- 앤완 글로버